# فرخنده تاج‌زعفرانی
فرخنده تاج‌زعفرانی (نام علمی: Tangara xanthocephala) یک گونه از پرندگان خانواده فرخندگان است. این گونه در شمال آند بولیوی، کلمبیا، اکوادور، پرو و ونزوئلا یافت می‌شود و در جنگل‌های ابری، کنار جنگل و جنگل‌های ثانویه زندگی می‌کند و مناطقی با درختان خزه‌دار را ترجیح می‌دهد. گونه‌ای متوسط از فرخنده‌ها با بدنی سبز مایل به آبی و سر زرد با پیشانی سیاه، چشم تا نوک، پیرامون چشم و چانه سیاه است.